# Judd Parkin
Judd Parkin (* 18. Juni 1952 in Chicago, Illinois, USA) ist ein US-amerikanischer Filmproduzent und Drehbuchautor.

## Werk
Parkin ist vor allem durch seine moderne Darstellung des Lebens Jesu Christi in „Die Bibel – Jesus“ (1999) bekannt geworden. Der Film wurde für den Emmy in der Kategorie „Beste Miniserie“ ausgezeichnet.
Doch bereits ein Jahr zuvor, 1998, produzierte er mit „Nicholas - Ein Kinderherz lebt weiter“ einen Familienfilm. Für den Film erhielt Parkin den Christopher Award, die Hauptdarstellerin Jamie Lee Curtis wurde für den Emmy nominiert.
Judd Parkins vorerst letzter Filmerfolg, bei dem er nicht nur produzierte, sondern auch das Drehbuch schrieb, war die filmische Aufarbeitung des Lebens von Papst Johannes Paul II. Das Werk entstand 2005 unter dem Titel „Fürchtet euch nicht! – Das Leben Papst Johannes Pauls II.“.